# سباستین لندر
سباستین لندر (انگلیسی: Sebastian Lander؛ زادهٔ ۱۱ مارس ۱۹۹۱) دوچرخه‌سوار اهل دانمارک است.
از باشگاه‌هایی که در آن بازی کرده‌است می‌توان به تیم دوچرخه‌سواری وان، تیم دوچرخه‌سواری کولت انرژی، و تیم بی‌ام‌سی اشاره کرد.